# سيلبرتي ريفليكشن
سيلبرتي ريفليكشن (بالإنجليزية: Celebrity Reflection)‏ هي سفينة سياحية والتي تملكها وتديرها شركة سيلبرتي للرحلات البحرية. تم بناءها بواسطة شركة ماير ويرفت في بابنبورغ، وهي خامس السفن السياحية والأكبر ضمن فئة سولستس في أسطول الشركة المكون من سفن سيلبرتي سولستيس ، اكوينكس، إكليبس وسالوت.

## نبذة
تحتوي السفينة على طابق إضافي مقارنة بسفن فئة سولستيس الأخرى وأجنحة أكوا للركاب. وهي قادرة على استيعاب أكثر من 3000 راكب، أي سعة إضافية بمقدار 150 راكبا أكبر من السفن الأخرى من فئة سولستيس. بالإضافة إلى إدخال مميزات أخرى وتشمل مجموعة جديدة من أماكن تناول الطعام والاسترخاء والترفيه. تشمل مناطق تناول الطعام الجديدة، مطعم شواء يقدم للضيوف أطباق الطعام والترفيه في نادي لاون الذي يمتد لأكثر من 1000 متر مربع. وشرفات معزولة للاسترخاء. وبعضًا من أفضل الرحلات البحرية المتميزة، وجهزت بمجموعات من قطع الفن الأصلي المعاصر وجولات فنية تقدم عبر أجهزة آي باد. وعدد من المنتجعات الصحية وعددًا كبيرًا من الكبائن الخارجية بحيث يمكن لأكثر من 90٪ من الركاب الاستمتاع بإطلالة على البحر أو الساحل.
تم لحام أول لوح فولاذي للسفينة في ربيع 2011، وتسليمها إلى شركة سيلبرتي للرحلات البحرية في أكتوبر 2012. كجزء من فئة سولستيس التي تم تقديمها بين عامي 2008 و 2012. السفينة أطول إلى حد ما وأوسع من السفن الأخرى من هذه السلسلة. ويبرز هيكل مغطى بالكامل بالزجاج من جانب السفينة، مما يوفر مناظر خلابة في جميع الاتجاهات. يبلغ طولها 319 متراً وعرضها 37 متراً وبها 1523 كابينة ركاب. تتميز السفينة السياحية الكبيرة والأنيقة بالعديد من الأسطح الزاويّة والواجهات الزجاجية ومؤخرتها شديدة الانحدار. البنية العلوية مزودة بمداخن أصغر من المعتاد وقوة دفع بمحركي ديزل ونظام قيادة مبتكر وموفر للوقود.

## روابط خارجية
- الموقع الرسمي